# IC 246
IC 246 је лентикуларна галаксија у сазвјежђу Кит која се налази на листи објеката дубоког неба у Индекс каталогу.
Деклинација објекта је + 2° 28' 45" а ректасцензија 2h 40m 28,5s. Привидна величина (магнитуда) објекта IC 246 износи 14,3 а фотографска магнитуда 15,3. IC 246 је још познат и под ознакама MCG 0-7-78, CGCG 388-93, NPM1G +02.0086, PGC 10116.